# Есензуйлэ

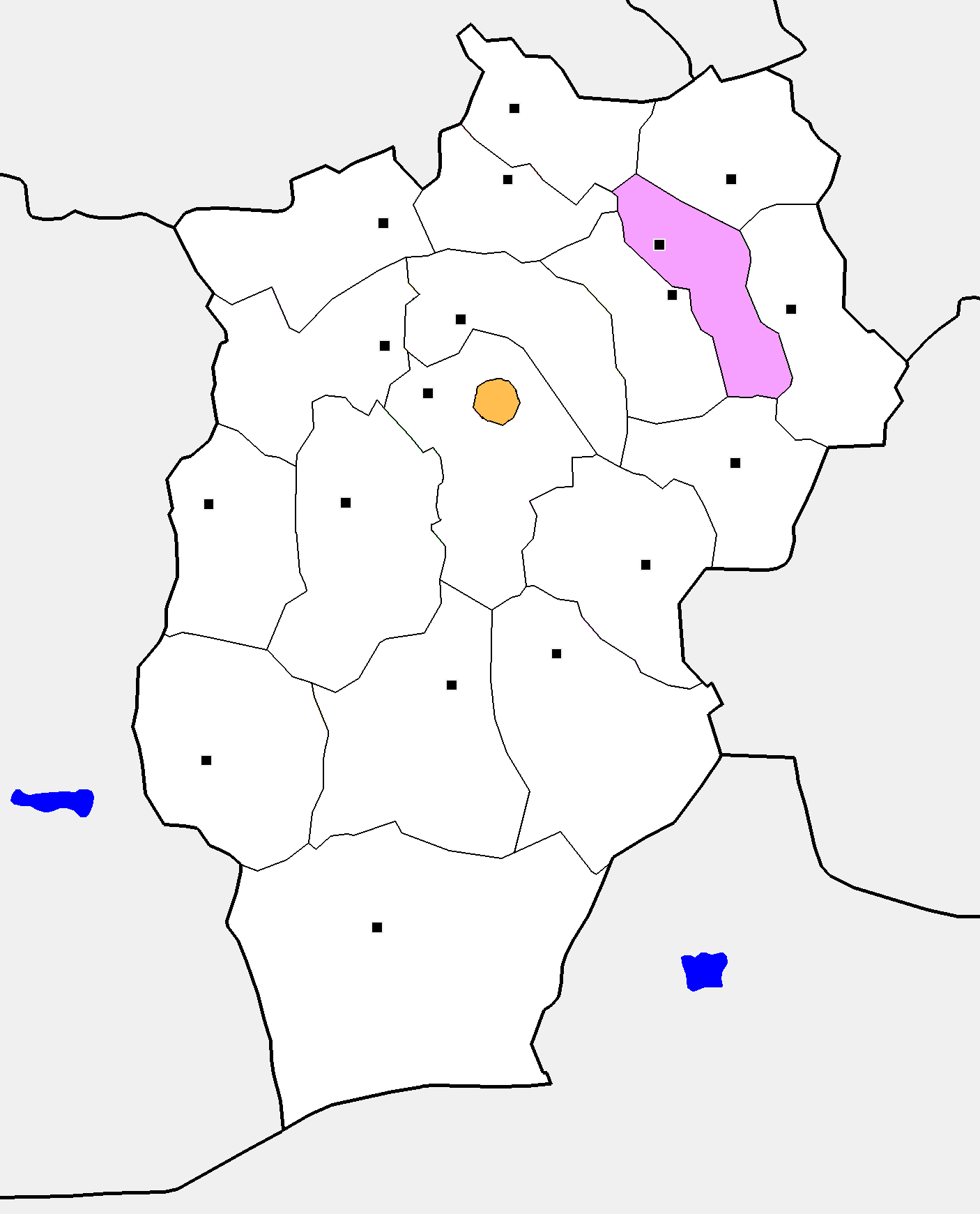
Сомон Есензуйлэ Уверхангайского аймака

Есензуйлэ вариант русского названия Зуйл (монг. Есөнзүйл) — сомон аймака Уверхангай в Монголии, с центром в поселке Мунхбулаг в 100 км от столицы аймака города Арвайхээр. Население 3,3 тысячи человек. Расположен на расстоянии 334 км от Улан-Батора. Предполагаемое место рождения первого Богдо-гэгэна Дзанабадзара.

## Описание

### Рельеф
Рельеф представлен восточными отрогами Хангая. Горы, небольшие хребты, гранитные останцы соседствуют с широкими степными долинами. 
Горы:
1. Зуунхайрхан 2408 м.

Реки:
1. Зэст,
2. Мэлзэн,
3. Хавцгал,
4. Сар,
5. Мунхбулаг,
6. Бургастай[1].

### Климат
Климат резко континентальный. Средняя температура января −20 °С, июля +18 °С. Ежегодная норма осадков в горах 400 мм, а равнинной части сомона 150-З00 мм..

### Фауна и флора
Растительность степная. На территории сомона отмечены косули, лисы, корсаки, волки, манулы..

### Хозяйство и культура
В сомоне имеется школа, больница, торгово-культурные центры..